# Walther Krause (Generalleutnant)
Walther Krause (* 31. Dezember 1890 in Schweidnitz, Provinz Schlesien; † 25. Oktober 1960 in Göttingen) war ein deutscher Generalleutnant im Zweiten Weltkrieg.

## Leben
Krause trat am 13. Januar 1909 als Fahnenjunker in das 3. Schlesische Infanterie-Regiment Nr. 156 ein. Nach seiner Ernennung zum Fähnrich am 18. Juli 1909 sowie seiner Beförderung zum Leutnant am 16. Juni 1910 wurde er mit Ausbruch des Ersten Weltkriegs zunächst als Zugführer verwendet. Ab 20. September 1914 war er Adjutant im I. Bataillon seines Regiments. Nach einer Verwundung am 11. November 1914 und Lazarettaufenthalt teilte man Krause dem Ersatz-Bataillon zu und beförderte ihn am 18. Dezember 1915 zum Oberleutnant. Als solcher fungierte er als Kompanieführer bis 1. Dezember 1916. Die kommenden zwei Monate versetzte man ihn als Adjutant zu 23. Infanterie-Brigade. Für einen Monat kommandierte er die MG-Kompanie seines Stamm-Regiments, bevor er schließlich als Adjutant zur 22. Reserve-Infanterie-Brigade versetzt wurde. Hier sollte er bis über das Kriegsende hinaus verbleiben. Für sein Wirken während des Krieges erhielt er beide Klassen des Eisernen Kreuzes, das Ritterkreuz des Königlichen Hausordens von Hohenzollern mit Schwertern und das Verwundetenabzeichen in Schwarz.
Vom 1. Mai 1919 bis 1. Januar 1921 führte Krause im Garde-Landesschützen-Korps von Neufville eine Kompanie. Nach deren Auflösung kam Krause zur Reichswehr und diente auf verschiedenen Posten im 17. Infanterie-Regiment. Am 1. Juni 1935 wurde er Oberstleutnant und am 1. Januar 1938 Oberst. Am 1. Oktober 1938 wurde er Kommandeur des Infanterie-Regiments 96. Nach weiteren Verwendungen in der Wehrmacht wurde er am 10. Oktober 1939 Kommandeur der Infanterieschule Döberitz. Nach dem Beginn des Zweiten Weltkrieges war Krause beim Westfeldzug Kommandeur des Infanterie-Regiments 243 der 60. Infanterie-Division.

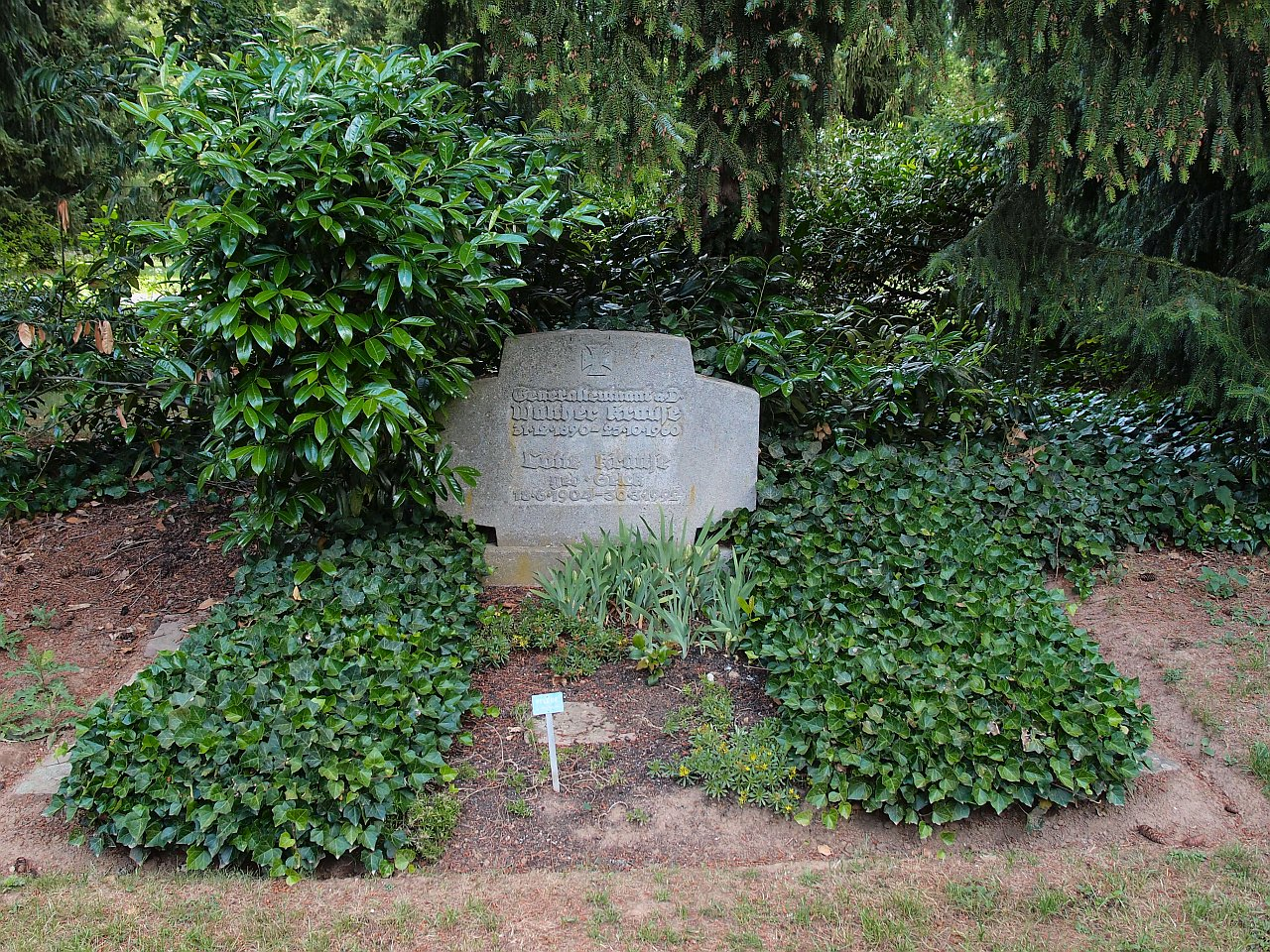
Grabstelle in Göttingen

Im Juni 1941 übernahm Krause die aus Schülern der Heeresschulen aufgestellte Lehr-Brigade (mot.) 900, die er bis Ende März 1942 im Krieg gegen die Sowjetunion führte. In dieser Eigenschaft erhielt er am 19. Dezember 1941 das Deutsche Kreuz in Gold. Mit Wirkung vom 1. Januar 1942 wurde er zum Generalmajor befördert. Vom 1. Oktober 1942 bis zum 1. Januar 1943 kommandierte er die 14. Infanterie-Division (mot.) an der Ostfront und wurde anschließend in die Führerreserve versetzt. Ab 25. Februar 1943 führte er für ein Jahr die 170. Infanterie-Division bei Leningrad, wurde am 10. Juni 1943 mit dem Ritterkreuz des Eisernen Kreuzes ausgezeichnet und im September 1943 zum Generalleutnant befördert. Nach kurzem Aufenthalt in der Führerreserve diente Krause vom 15. Juli 1944 bis 15. Oktober 1944 als Kommandeur der in Lothringen stationierten Division Nr. 462. Anschließend wurde er als Korück bei der 6. Armee verwendet und befehligte kurz vor Kriegsende eine nach ihm benannte Divisionsgruppe bei den Kämpfen um die sogenannte „Reichsschutzstellung“ in Österreich. Bei der deutschen Kapitulation kam er am 8. Mai 1945 in US-amerikanische Kriegsgefangenschaft. Er wurde am 27. Juni 1947 in die Freiheit entlassen.
Er ist der Vater des Theologen und ehemaligen Landesbischofs der Evangelisch-Lutherischen Landeskirche in Braunschweig Christian Krause.

## Schriften
- Fighting in west Hungary and east Steiermark in the area of the Sixth Army from March 25 to May 8, 1945. United States. Army, Europe. Historical Division. Foreign Military Studies Branch, Historical Division, Headquarters, United States Army, Europe [Foreign Military Studies Branch], 1952.